# Topomyia javaensis
Topomyia javaensis är en tvåvingeart som beskrevs av Ichiro Miyagi och Toma 1995. Topomyia javaensis ingår i släktet Topomyia och familjen stickmyggor. Inga underarter finns listade i Catalogue of Life.